# Länsväg 110
De Zweedse weg 110 (Zweeds: Länsväg 110) is een provinciale weg in de provincie Skåne län in Zweden en is circa 37 kilometer lang. De weg ligt in het meest zuidelijke deel van Zweden.

## Plaatsen langs de weg
- Saxtorp
- Asmundtorp
- Tågarp
- Ekeby
- Billesholm
- Bjuv
- Hyllinge

## Knooppunten
- E6/E20 (begin)
- Länsväg 104 bij Saxtorp
- Riksväg 17 bij Asmundtorp
- Länsväg 109: start gezamenlijk tracé, bij Ekeby
- Länsväg 109: einde gezamenlijk tracé, bij Billesholm
- E4 bij Hyllinge (einde)